# De treinen naar Morrow
De treinen naar Morrow is een hoorspel van Theodor Weißenborn. Die Züge nach Lesum werd op 1 augustus 1990 door Radio Bremen uitgezonden. Nelly Nagel vertaalde het en de TROS zond het uit (datum voorlopig onbekend). De regisseur was Sylvia Osten. Het hoorspel duurde 14 minuten.

## Rolbezetting
- Hans Ligtvoet (Tom)
- Thera van Homeijer (Ann)

## Inhoud
Van de brug moest je je maar twee à drie meter laten vallen op de witte zandhopen in de langzaam voorbijrollende goederenwagons en dan kon je helemaal naar Morrow meerijden, waar de rivier al heel breed is, langs de oever rennen en de hele vervloekte kloterij van het leven van alledag voor een keertje grondig vergeten. Toen heb je het niet gedaan. Nu kan je het niet meer…